# Leda Valladares
Leda Nery Valladares Frías (Tucumán; 21 de diciembre de 1919 - Buenos Aires; 13 de julio de 2012) fue una cantante, compositora, literata, poeta, musicóloga y folcloróloga argentina.

## Biografía
Leda Valladares nació en San Miguel de Tucumán en 1919. Su padre fue tucumano mientras que su madre era una "patricia" santiagueña de apellido Frías, bisnieta de Félix Frías, y su adolescencia transcurrió entre el blues, el jazz y la música clásica que escuchaba su padre. «Antes de mirar el mundo me puse a oírlo. Por mi padre, tocando y cantando entré al follaje de la música», dijo.
Se graduó en la Universidad Nacional de Tucumán con el título de profesora de filosofía y pedagogía.
Antes de cumplir los veinte años, formó su primer grupo de música, con unos amigos: FIJOS (Folclóricos, Intuitivos, Jazzísticos, Originales y Surrealistas). Con el seudónimo de Ann Key comenzó a cantar jazz. Pero en esa época, la música era casi un juego y Leda cuenta que ella cantaba en inglés por fonética (pese a su irreductible pasión por la música folclórica argentina también mantuvo toda su vida una gran pasión por el jazz, música de la cual era apasionada desde los catorce años).

### Bagualas

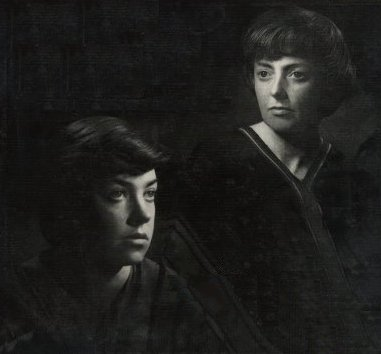
María Elena Walsh (izq) y Leda Valladares (der), en la tapa del álbum Entre valles y quebradas vol 1 (1957), del dúo Leda y María.

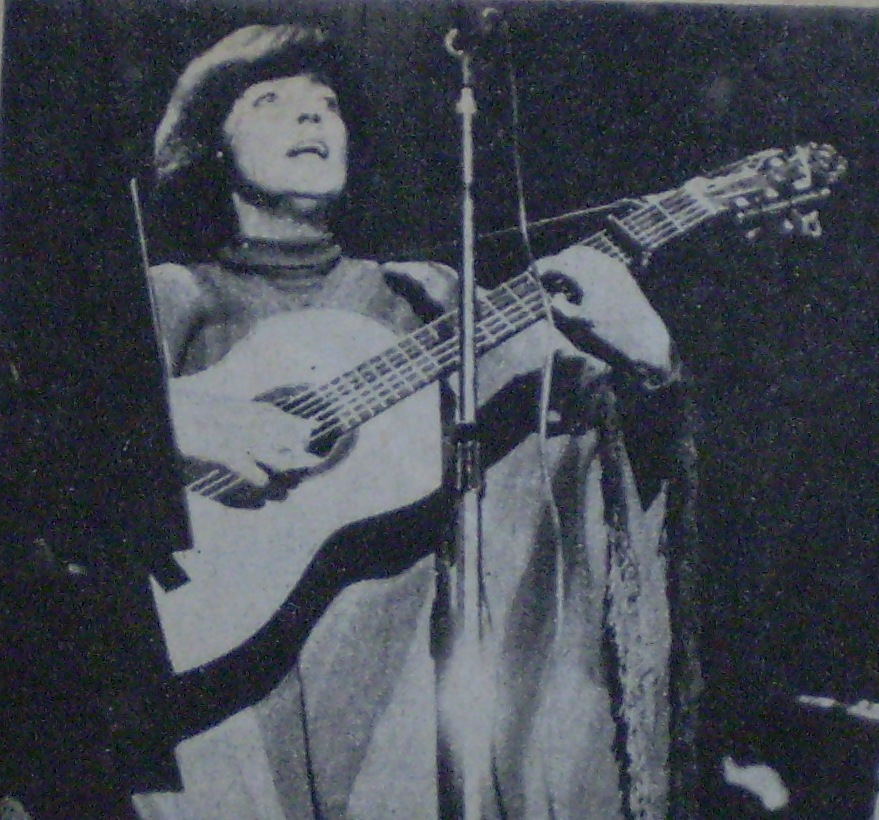
Leda Valladares en 1970.

A los 21 años descubre las bagualas y a partir de allí no se detendrá en recuperar ese canto anónimo de los valles y los montes de la Argentina. Ese trabajo minucioso sigue siendo hoy en día uno de los pocos realizados con la rigurosidad científica que se exigiría:

Estaba en Cafayate (Salta). Era una noche de Carnaval, yo tenía 21 años y allí descubrí la baguala. Me desvelaron tres mujeres que se detuvieron frente a mi balcón. Yo nunca había oído hablar de la baguala y entonces me parecía que tenía que ser algo muy misterioso, muy poderoso. Después de escucharlas me prometí recuperar semejante regalo de la tierra. Eran rastros de una canción que tenía muchos siglos y se estaba descolgando, estaba desapareciendo. Salí a buscar los vestigios de este milagro que hasta ese momento desconocía. A mí nunca me había tocado encontrar la voz agreste y salida de la montaña. Pero era un grito muy solitario, y ya ese pobre grito estaba tan viudo, tan solo, que daba pánico. Entonces tomé una especie de conciencia bastante trágica. Un país que estaba al borde de perder su historia, sus tradiciones, y nadie se daba cuenta de que todo eso se estaba muriendo o que ya estaba muerto.
Leda Valladares

Allí toma la decisión de registrar esas melodías y hacer el Mapa Musical Argentino. «Con mi modesto grabadorcito a cuestas fui recogiendo el folclore desde Ecuador hasta Santiago del Estero. Y así, con mucha paciencia, fui reconstruyendo el mapa musical del país, y arrancando esos cantos de callejones, ranchos, valles, quebradas o corrales».
En esto se autodefinió como: 

No soy una investigadora que canta sino una cantora que investiga.

Al inicio de los años 1950 logro una beca gubernamental para poder
mejorar sus estudios musicales con la cual fue a residir a Francia, en París, en el año 1952, se encontró con María Elena Walsh junto a la cual formaron el dúo folclórico Leda y María que actuó en diversas localidades de Europa, haciéndose conocido el dúo con el sencillo nombre Leda y María, en Argentina durante los 1960 realizaron giras y grabaron discos, entre ellos el titulado Canciones del tiempo de María Castaña (un compilado de antiguas canciones folclóricas españolas). Se presentaron en 1960 en Necochea en las Jornadas del Nuevo Mundo del Niño, cantando "Canciones para mirar".
Censurada durante la dictadura autodenominada Revolución Libertadora en medio de una purga cultural que afectó a decenas de folcloristas ya que muchos artistas ligados al Partido Comunista o al peronismo.
En los años 60 obtuvo una beca del Fondo Nacional de las Artes para proseguir sus estudios documentales y de este modo, con un modesto grabador "Geloso" recopiló la voz, la música y el canto tradicional de varios copleros como Teresita Cruz, Marta Córdoba de Terán, Pepita Córdoba de Ramos Padilla, Gallo Cruz entre otros.

En los años 1970 comienza a construir los puentes entre jóvenes músicos y cantores de campo y luego compartir escenarios y grabar discos con músicos de rock nacional argentino. La cualidad innata para la combinación llevó a sonidos con texturas que, hasta ese momento, parecían incompatibles. En palabras de León Gieco:

En 1979, en plena dictadura militar, formamos el Movimiento por la Reconstrucción de la Cultura Nacional, y la idea era hacer conciertos donde pudieran actuar todas las artes juntas. Leda entabló una discusión con Ernesto Sábato porque él empezó a hablar de las culturas superiores e inferiores. Ella le dijo que no era así, y que era tan importante un Miguel Ángel como una vasija construida por un guaraní, porque cada cosa está hecha con una necesidad y en un momento determinado. Eso fue una de las cosas más importantes que me enseñó Leda. Otra cosa que aprendí de ella y que repito siempre es la necesidad de cantar. Lo hermoso que es enseñar a cantar a los chicos. Esa necesidad, esa energía que tiene un pueblo de aprender a cantar fue su enseñanza. Siempre incito a hacer canto colectivo. Que es lo que ella practicó en plena dictadura militar, cuando reunió cientos de chicos con maestras cantando bagualas y vidalas en El Cadillal. La defino como una de las artistas más interesantes que tiene este país. Además la considero una de las transgresoras más grandes que tenemos.
León Gieco

Luego se dedicó a la investigación de las músicas étnicas de África, toda América y Asia.
Tuvo por gran amiga a la poeta Olga Orozco, como gran amigo al antropólogo Guillermo Magrassi y a través de sus hermanos (Hugo Valladares y Rolando Valladares) a Adolfo Ábalos, Enrique Villegas, Ariel Ramírez y Margot Loyola.
Obtuvo el Premio Konex - Diploma al Mérito en 1984 y 1994.

### Retiro
En 1999 se retiró de la actividad artística y quedó internada debido al mal de Alzheimer, una enfermedad basada en la pérdida de memoria de forma degenerativa, a pesar de que apareció en algunas notas periodísticas.
Al cumplir 90 años, Miriam García encabezó una comparsa de unos 20 miembros que se acercó a saludarla y a cantarle. En 2005 recibió la Mención Especial de los Premios Konex por su destacado aporte a la cultura argentina.

### Fallecimiento
Leda Valladares falleció el 13 de julio de 2012, a los 92 años de edad. Desde hacía tiempo, venía sufriendo las consecuencias del Alzheimer, y al momento de su muerte se encontraba alojada en un hogar de ancianos.

## Discografía

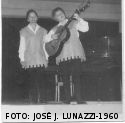
Leda y Maria en las Jornadas del Nuevo Mundo del Niño con "Canciones para mirar"-Necochea-1960

Leda Valladares por su parte realizó y publicó entre 1960 y 1974 una serie de discos documentales llamados en conjunto: Mapa musical argentino.
Ha concretado también obras discográficas de su total autoría entre las que se destacan:
- Canticuento -selección de música infantil- (1968)
- Igual rumbo - en conjunto con Margot Loyola- (1985)
- Folklore de rancho y rascacielos -en conjunto con Anastasio Quiroga- (1972)
- El reñidero -música para la obra de teatro de Sergio De Cecco-;
- Grito en el cielo (1989),
- Grito en el cielo II (1990) y
- La Cocinerita (1992).

Por su labor, Leda Valladares fue miembro de honor de la UNESCO.

### Con María Elena Walsh (Leda y María)
- 1954: Chants d’Argentine (Le Chant du Monde LDY-M-4021).
- 1955: Sous le ciel de l’Argentine [Bajo los cielos de la Argentina] (London International FS 123619/WB 9113).
- 1957: Entre valles y quebradas, vol. 1 (Disc Jockey Estrellas 10071).
- 1957: Entre valles y quebradas, vol. 2 (Disc Jockey LD 15052).
- 1958: Canciones del tiempo de Maricastaña (Disc Jockey 77076).
- 1959: Leda y María cantan villancicos (EP) (Disc Jockey TD 1007).
- 1960: Canciones de Tutú Marambá (EP) (Disco Plin s/n)[4]
- 1962: Canciones para mirar (Disco Plin 102).
- 1962: Doña Disparate y Bambuco (EP) (Disco Plin 103).
- 1963: Navidad para los chicos (EP) (con Roberto Aulés) (Abril Fonorama Bolsillitos 502).

## Filmografía
Intérprete:
- 1976: El canto cuenta su historia.

Música:
- 1969: Medardo Pantoja (cortometraje dirigido por Jorge Preloran).
- 1965: Pictografías del Cerro Colorado (cortometraje).

Asesoría musical:
- 1967: Hermógenes Cayo (Imaginero), filme documental de Jorge Preloran (1933-2009).
- 1985: De Ushuaia a La Quiaca álbum de estudio del cantautor argentino León Gieco, en colaboración con el músico y productor Gustavo Santaolalla.